# 옥계초등학교 금포분교
옥계초등학교 금포분교는 경상북도 구미시 금전동 412번지에 있었던 분교이다.

## 연혁
- 1949. 08. 05. 금포국민학교 기성회 결성
- 1949. 08. 20. 금포공립국민학교 설립인가
- 1949. 09. 04. 신입생 입학식
- 1949. 10. 20. 개교 기념식
- 1986. 03. 01. 병설유치원 설립인가 (3. 6. 개원)
- 1994. 09. 01. 옥계국민학교 금포분교로 격하
- 2000. 02. 29. 폐교